# Sainte-Geneviève, Oise
Sainte-Geneviève, Oise là một xã ở tỉnh Oise Hauts-de-France phía bắc Pháp. Xã Sainte-Geneviève, Oise nằm ở khu vực có độ cao trung bình 220 mét trên mực nước biển.